# Guembelia teretinervis
Guembelia teretinervis là một loài Rêu trong họ Grimmiaceae. Loài này được (Limpr.) Ochyra & Żarnowiec mô tả khoa học đầu tiên năm 2003.